# 富田貴洋
富田 貴洋（とみた たかひろ、10月9日 - ）は、日本の男性声優。神奈川県出身。以前はJTBエンタテインメントに所属していた。

## 出演作品
※太字はメインキャラクター。

### テレビアニメ
2012年
- だから僕は、Hができない。（男子生徒、ファン）

2013年
- アウトブレイク・カンパニー（ブルーク[1]）
- 蒼き鋼のアルペジオ —ARS NOVA—（兵士B、生徒A、整備兵、隊員A、秘書、SP）
- ダイヤのA（国見、2年、修北選手、青道選手）
- 魔界王子 devils and realist（生徒A）
- GJ部（解説、生徒たち、商店街の人たち）

2014年
- デンキ街の本屋さん（ソムリエ[2]）
- まじもじるるも（畑山）
- 魔法戦争（男）